# Calumma brevicorne
Calumma brevicorne là một loài thằn lằn trong họ Chamaeleonidae. Loài này được Günther mô tả khoa học đầu tiên năm 1879. Đây là loài đặc hữu của Madagascar.

## Môi trường sống và sinh thái
Loài này xuất hiện trong khu rừng ẩm giữa độ cao, nơi thường được tìm thấy trong thảm thực vật mở liên kết với các cạnh và khu vực bị xáo trộn. Chúng chịu được một số mức độ thay đổi môi trường sống, và đã được tìm thấy ở vùng đất nông nghiệp nơi có cây cối, trong thảm thực vật ven đường và trong các cây gần các tòa nhà. Người ta biết rất ít về hệ sinh thái của loài này, nhưng trong điều kiện nuôi nhốt, chúng ăn nhiều loại côn trùng. Con cái đã được quan sát thấy đẻ 10 đến 30 trứng, khoảng 40 ngày sau khi giao phối. Calumma brevicorne eggs have been reported to be vulnerable to predation by invasive Rattus rattus.

## Hình ảnh

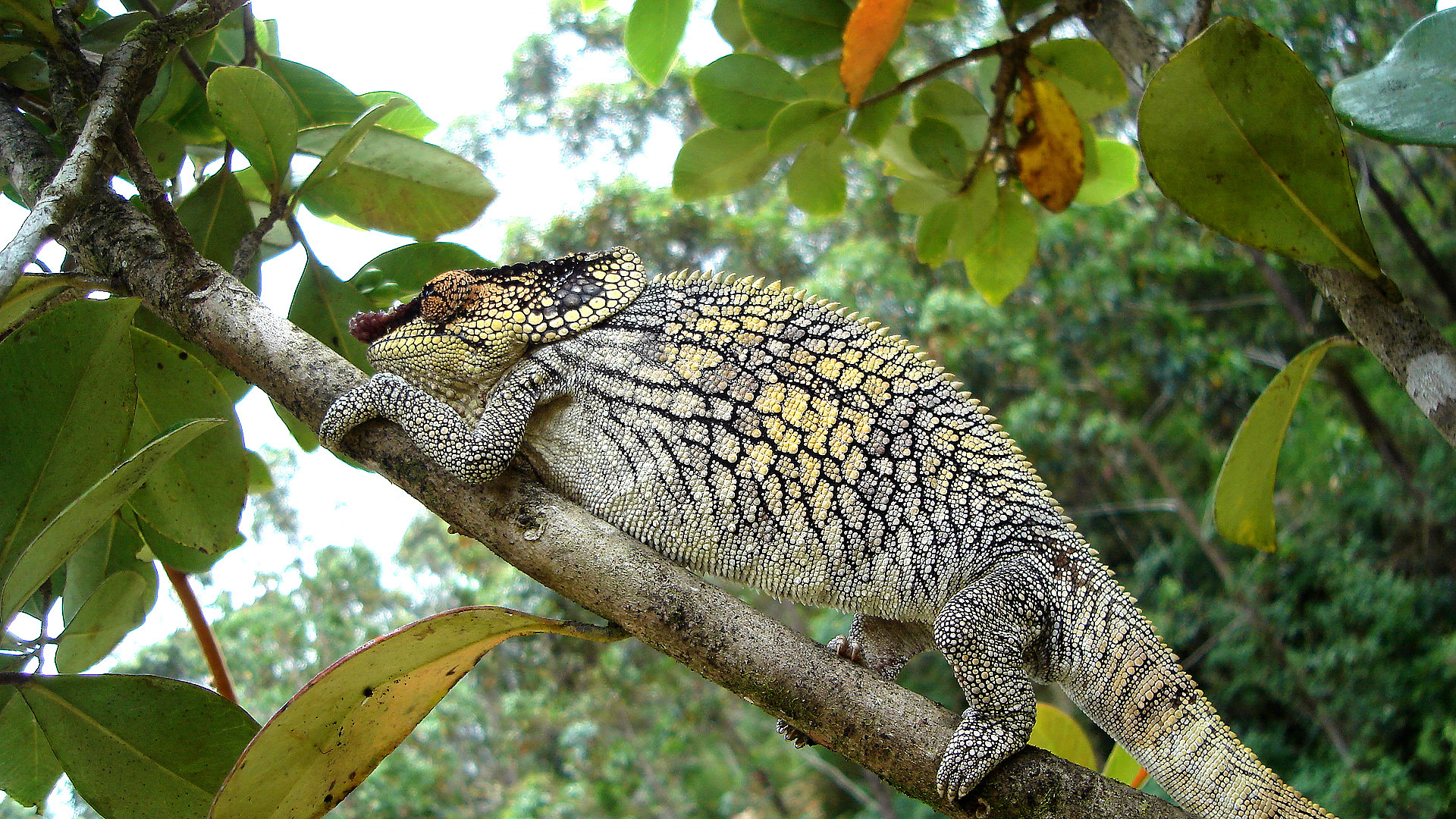
con đực
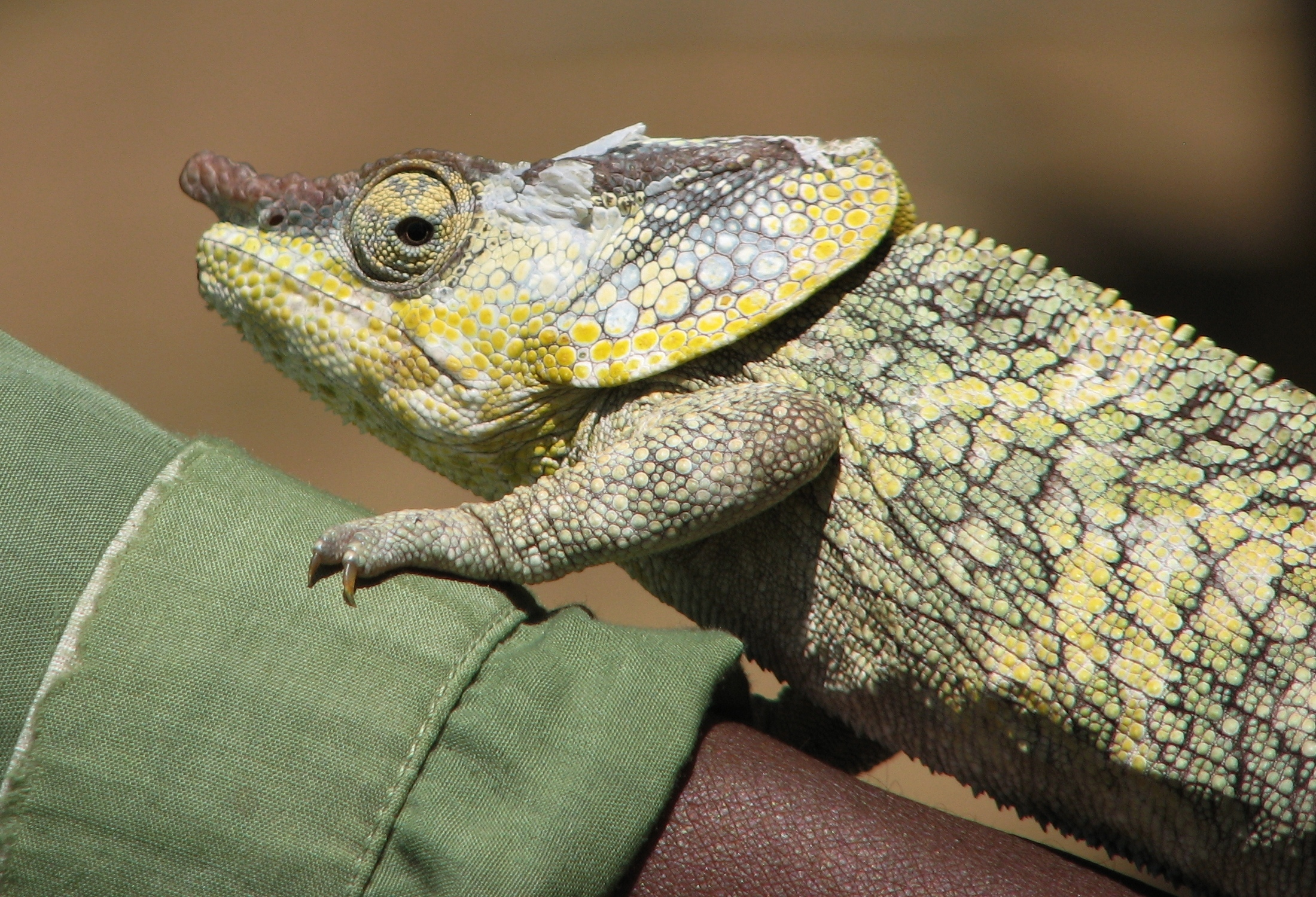
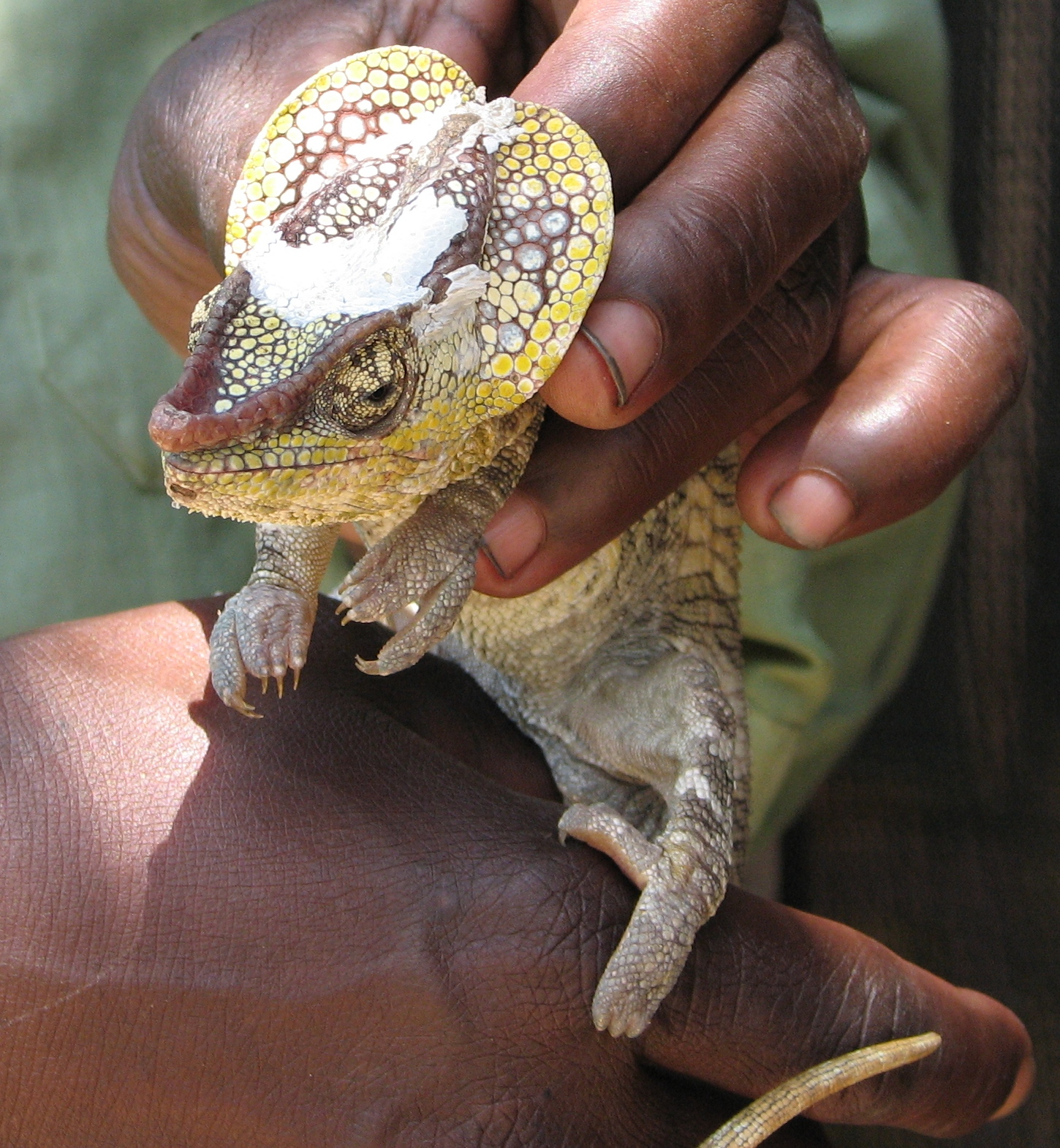
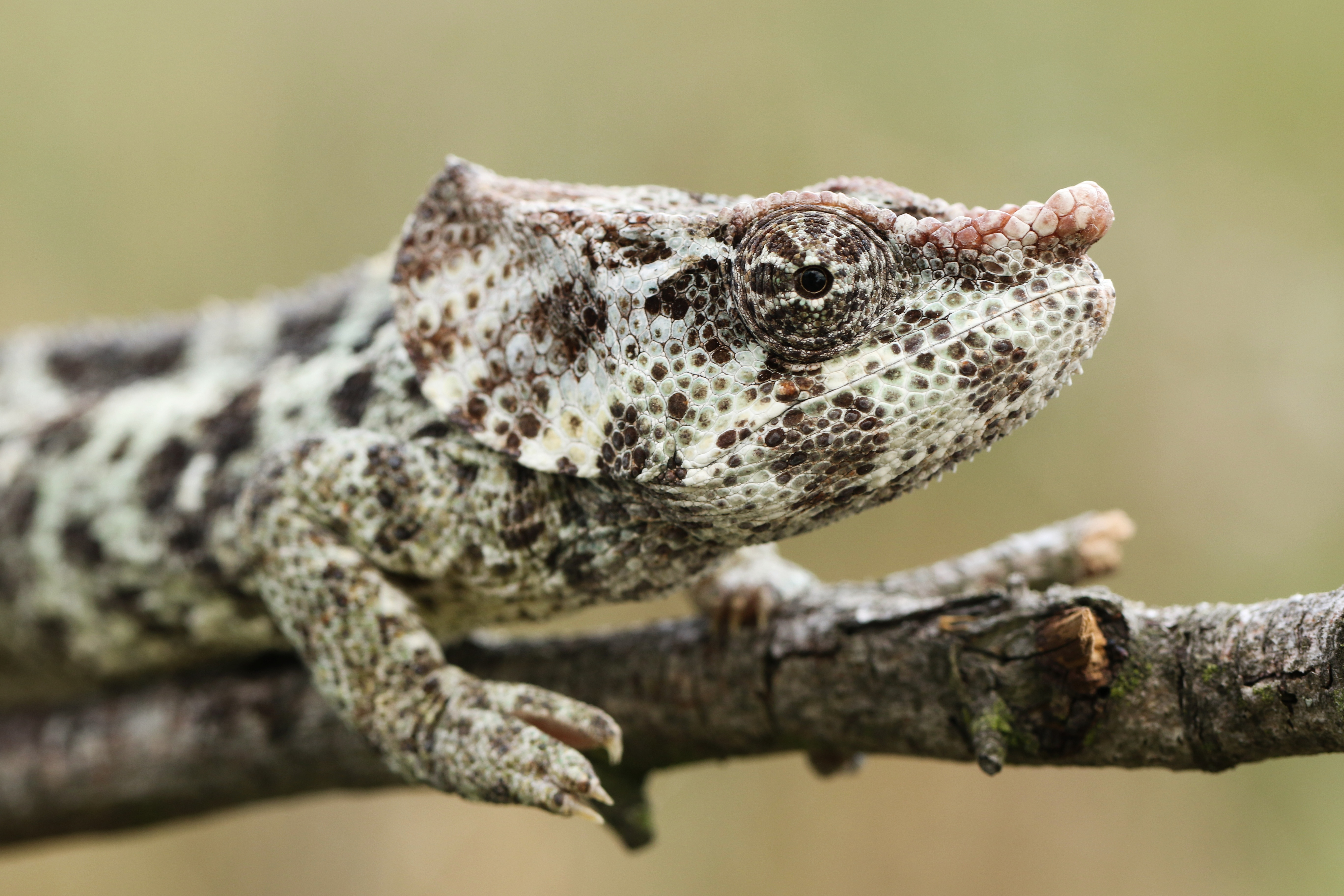